# Vangs kommun, Hedmark
Vangs kommun (norska: Vang kommune) var en kommun i Hedmark fylke i östra Norge. Orten Ridabu utgjorde kommunens centralort.

## Administrativ historik
Vangs kommun upprättades den 1 januari 1838 (som Vang formannskapsdistrikt) när Formannskapslovene från 1837 trädde i kraft. Kommunen omfattade då hela nuvarande Hamars kommun samt den östra delen av nuvarande Ringsakers kommun.
1848 bröts stadskommunen Hamar ut ur kommunen som då minskade från 8 845 invånare före delningen till 7 820 invånare efter.
Den 1 januari 1878 överfördes ett bebott område (med 138 invånare) från Vangs kommun till Hamars kommun.
1891 bröts Furnes kommun ut ur kommunen som då minskade från 9 493 invånare före delningen till 5 703 invånare efter. Den återstående delen omfattade den östra delen av nuvarande Hamars kommun.
Mellan 1946 och 1967 genomfördes ytterligare ett antal gränsregleringar med grannkommuner:
- 1946: bebott område (4 087 invånare) till Hamars kommun
- 13 juli 1956: bebott område (24 invånare) till Stange kommun
- 1 januari 1964: bebott område (enklaver inom Furnes kommun med 34 invånare) till Ringsakers kommun
- 1 januari 1967: bebott område (50 invånare) till Ringsakers kommun
- 1 januari 1967: bebott område (del av tidigare Furnes kommun med 114 invånare) från Ringsakers kommun

Den 1 januari 1992 gick Vangs kommun upp i Hamars kommun. Kommunens hade då 9 103 invånare och en yta på 327 kvadratkilometer. Området utgör idag en socken inom Hamars kommun.